# تاء مربوطة
"ة" التاء المربوطة أو التاء المدورة أو هاء التأنيث في عرف اللغويين هي شكل مختلف لحرف التاء يكتب على صورة هاء تعلوها نقطتان متجاورتان، وهو يفيد معاني كثيرة منها المبالغة والجمع والتأنيث وحتى التذكير (مثلًا في الأعداد عشرة هي مذكر عشر)، ولا تأتي في بداية الكلمة ولا في وسطها بل في النهاية على الدوام.
تلفظ عند الوصل بها تاءً مثل لغة العرب ‎[luʁatu‿l.ʕʌrab(i)]‏، وعند الوقف عليها هاءً مبدلة مثل جميلة ‎[ʒamiːlah]‏، وربما ترسم في المصاحف مبسوطةً لبيان نطقها تاءً عند الوقف في بعض المواضع مثل: جنة في ﴿فَرَوْحٌ وَرَيْحَانٌ وَجَنَّةُ نَعِيمٍ ۝٨٩﴾ [الواقعة:89] فتنطق «جَنَّتْ» عند الوقف.
يخلط كثير من الناس بينها وبين الهاء التي في نهاية الكلمة فيكتبون مثلًا: «الصلاه» وهو خطأ؛ لأن كل واحد منهما حرف مختلف والصحيح هو «الصلاة»، والخلط بينهما شائع كالخلط بين الألف المقصورة والياء.

## أصلها
أصل التاء المربوطة (ة) هو تاء مفتوحة (ت)، وقد ظهرت بعد كتابة القرآن الكريم؛ من جملة التطوّرات التي لحقت بالخط بالعربي؛ وذلك لحاجة الكتبة تمييزها فهي تلفظ تاء في حالة الوصل وهاء شبه ملفوظة عند القطع، وهذا ما جعل شكلها مزيجًا من هاء (ه) ونقطتي التاء.

## فارسية
تتحول التاء المربوطة في الفارسية إما إلى هاء وإما إلى تاء مبسوطة، وتستثنى من هذه القاعدة بعض الكلمات المأخوذة من العربية، ومنها رحمة الله‌علیه‌ ودائرة المعارف، وذا مراعاةً لرسم الخط القرآني أو لشيوع استعمالها بالتاء المربوطة.

## رمز
التاء المربوطة في كتب اللغة رمز لكلمة قرية وفي كتب الحديث رمز الترمذي صاحب الصحيح.

## في اللغة الأردو
في اللغة الأردو يستخدم حرف التاء المربوطة (ۃ) نادرًا.

## التمييز بين التاء المربوطة والهاء
- النطق: التاء المربوطة (ـة) هي التي تلفظ هاء عند الوقف وتاء عند الوصل، والهاء (ـه) تلفظ هاءً وصلًا ووقفًا، مثلًا: «مكة المكرمة» إذا وقفت على كل مفردة ستنطقها «هاء» لكن في الكتابة العبرة بما تنطقه حال الوصل، فلا يصح أن تُكتب «مكه المكرمة».
- تغير المعنى: مثال ذلك ما يتعلق بالله تعالى، فلا يجوز كتابة «عبد الله» بصورة «عبد الله» لأنه يحول المعنى.
- انتقال الاسم إلى فعل أو العكس: مثال ذلك «رماة» جمع «رامي» وهي اسم، فإذا كتبت بالهاء «رماه» صارت فعلًا وتحولت التاء المربوطة إلى ضمير غائب.

ثمة قاعدة يسيرة في التفريق بين التاء المربوطة (ـة) والهاء (ـه)، إذ يمكن تنوين الكلمة أو وصلها بما بعدها، فإن نطقت تاءً وتم معنى الكلمة تكتب (ـة)، وإن نطقت هاءً وتم معنى الكلمة تكتب (ـه)، أما القواعد التأصيلية فهي أن تعرف مواضع التاء المربوطة ومواضع الهاء.

### مواضع التاء المربوطة
- الاسم المفرد المؤنث غير الثلاثي الساكن الوسط: أمثلة: نافذة - الطبيعة - الحياة - طيبة - المدينة - مكّة - القيامة.
- اسم العلم غير الأجنبي: أمثلة: عنترة - حارثة - أسامة - معاوية - ربيعة - عطية - عيضة.
- جموع التكسير التي لا ينتهي مفردها بتاء مفتوحة: أمثلة: ((مشاة - رماة - كفرة - قضاة - أدعية - أربطة - أوعية - أوسمة))، فهذه مفردها لا ينتهي بتاء مفتوحة (ماش - رام - كافر - قاضي - دعاء - رباط - وعاء - وسام)، أما إذا انتهت بتاء مفتوحة فيكتب جمعها أيضًا بتاء مفتوحة، أمثلة: بنت/بنات - بيت/بيوت - ميت/أموات.
- الصفات المؤنثة دائما تختم بالتاء المربوطة: أمثلة: جميلة - رقيقة - طويلة - مبدعة - قصيرة - مبهجة - خلاّبة - متوكلة.
- كلمة ثمة الظرفية تاؤها مربوطة للتمييز بينها وبين ثمت العاطفة: أمثلة: تركته ثمة، أي: تركته هناك أو هنا، فهذه ثمة الظرفية.

## بلغات البرمجة
| Your Browser      | ة                 |
| Index             | U+0629 (1577)     |
| Class             | Other Letter (Lo) |
| Block             | Arabic            |
| Java Escape       | "\u0629"          |
| Javascript Escape | "\u0629"          |
| Python Escape     | u'\u0629'         |
| HTML Escapes      | &#1577; &#x0629;  |
| URL Encoded       | q=%D8%A9          |
| UTF8              | d8 a9             |
| UTF16             | 0629              |